# Antonina Żabińska
Antonina Maria Żabińska, nhũ danh Erdman (sinh ngày 18 tháng 7 năm 1908 tại Saint Petersburg, Đế quốc Nga, mất ngày 19 tháng 3 năm 1971 tại Warszawa, Cộng hòa Nhân dân Ba Lan), là nhà văn Ba Lan chuyên viết về thế giới động vật (do chồng bà làm việc trong Vườn thú Warszawa).

## Đời sống

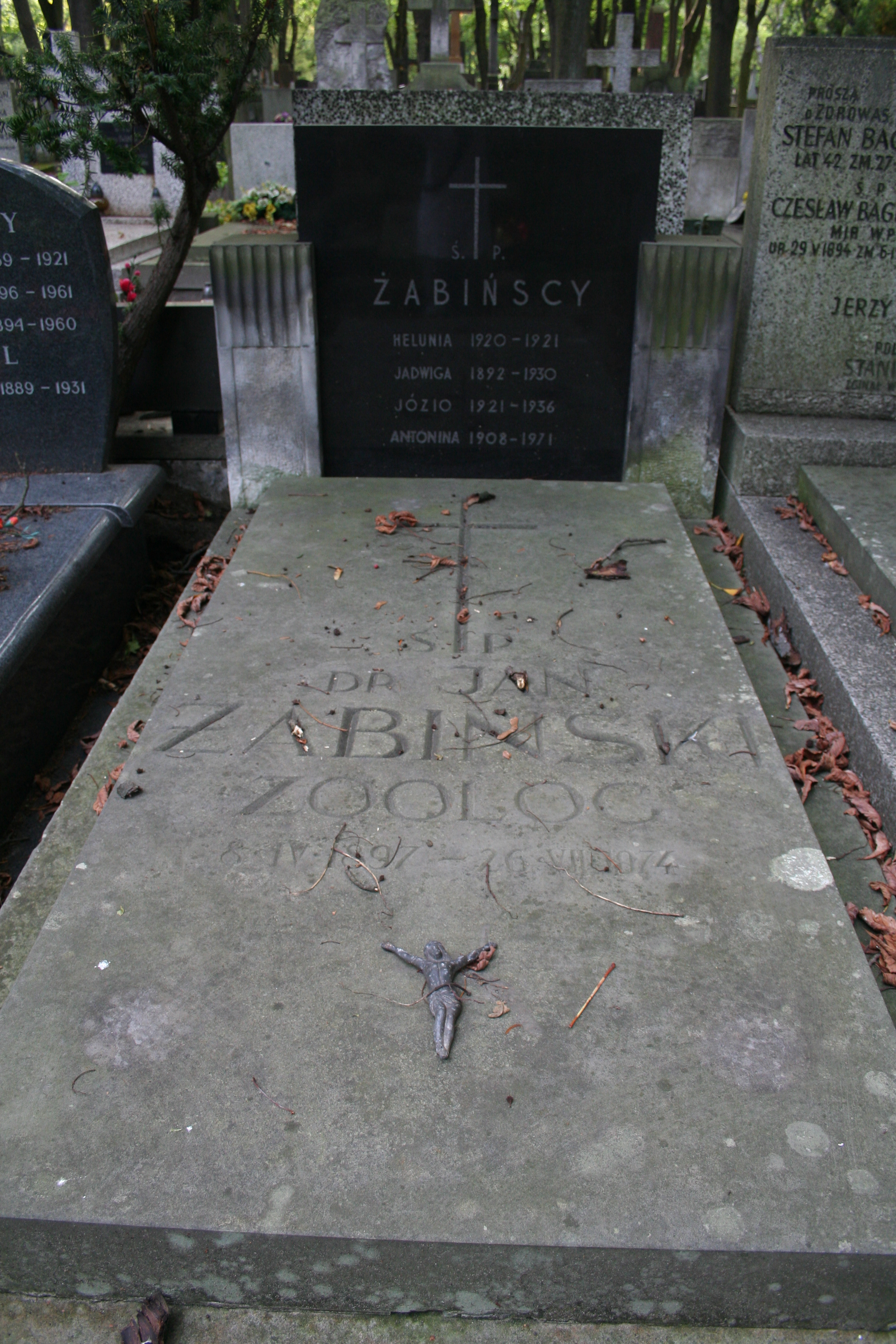
Ngôi mộ gia đình Żabiński tại Nghĩa trang lịch sử Powązki, Warszawa

Tác phẩm đầu tay của Antonina Żabińska là truyện ngắn, "Pamiętnik żyrafy" ("Hồi ức của một con hươu cao cổ"), trong tuyển tập Moje pisemko (Tạp chí của tôi, 1934). Truyện ngắn khác, "Jak białowieskie rysice zostały Warszawiankami" ("Linh miêu cái từ rừng Białowieża trở thành cư dân Warszawa như thế nào") xuất bản vào năm 1936, là phần đầu tiên của loạt truyện "Opowieści przyrodnicze" ("Chuyện kể về tự nhiên"). Năm 1939 bà ra mắt cuốn sách đầu tay, Dżolly i S-ka (Jolly và những người bạn).
Trong Chiến tranh Thế giới thứ hai, Antonina và chồng Jan Żabiński che chở, là nơi nương tựa của nhiều người Do Thái, trong những khu chuồng trại và nhà riêng của họ trong khuôn viên vườn thú. Năm 1965, Żabinskis được vinh danh với giải thưởng Người dân ngoài công chính của Israel.
Sau khi bà qua đời, thi hài được chôn cất tại Nghĩa trang Powązki ở Warszawa.
Năm 2007, Diane Ackerman đã chọn Antonina và Jan làm nhân vật chính trong cuốn sách The Zookeeper's Wife, dựa trên cuốn nhật ký của Antonina mang tên Ludzie i zwierzęta (Người và động vật). Năm 2017, một bộ phim truyện chuyển thể từ cuốn sách của Ackerman được phát hành, với sự tham gia của Jessica Chastain trong vai Antonina Żabińska.
Năm 2008, Antonina Żabińska được vinh danh sau khi được trao tặng Thập giá chỉ huy của Huân chương Polonia Restituta.